# Zamch
Zamch (prononciation : [zamx]) est un village polonais de la gmina d'Obsza dans le powiat de Biłgoraj de la voïvodie de Lublin dans l'est de la Pologne.
Il se situe à environ 4 kilomètres à l'est de Obsza (siège de la gmina), 34 kilomètres au sud-est de Biłgoraj (siège du powiat) et 109 kilomètres au sud de Lublin (capitale de la voïvodie).
Le village comptait approximativement une population de 1 500 habitants en 2008.

## Histoire
De 1975 à 1998, le village est attaché administrativement à la voïvodie de Zamość.

Depuis 1999, il fait partie de la voïvodie de Lublin.

## Galerie

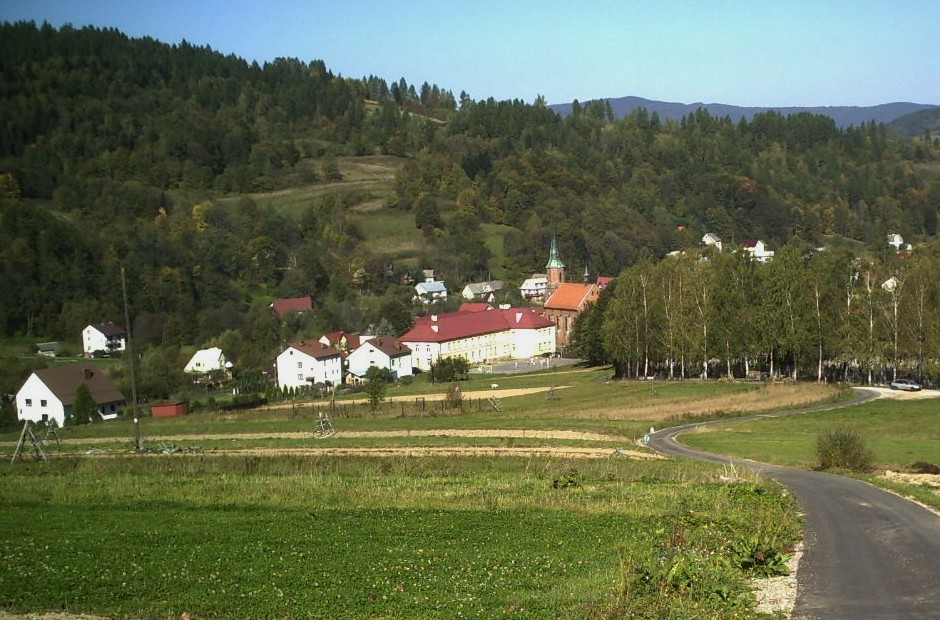
Centre du village
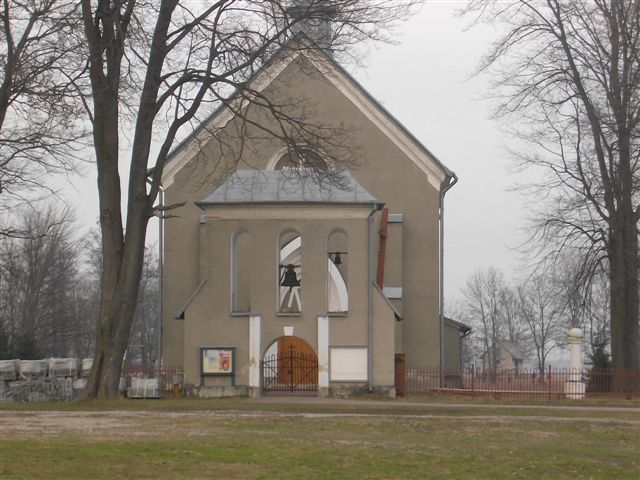
Église de Zamch
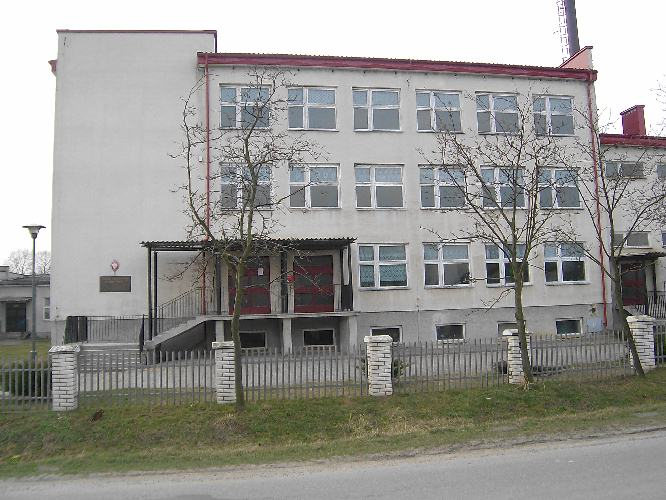
École primaire. Jean-Paul II
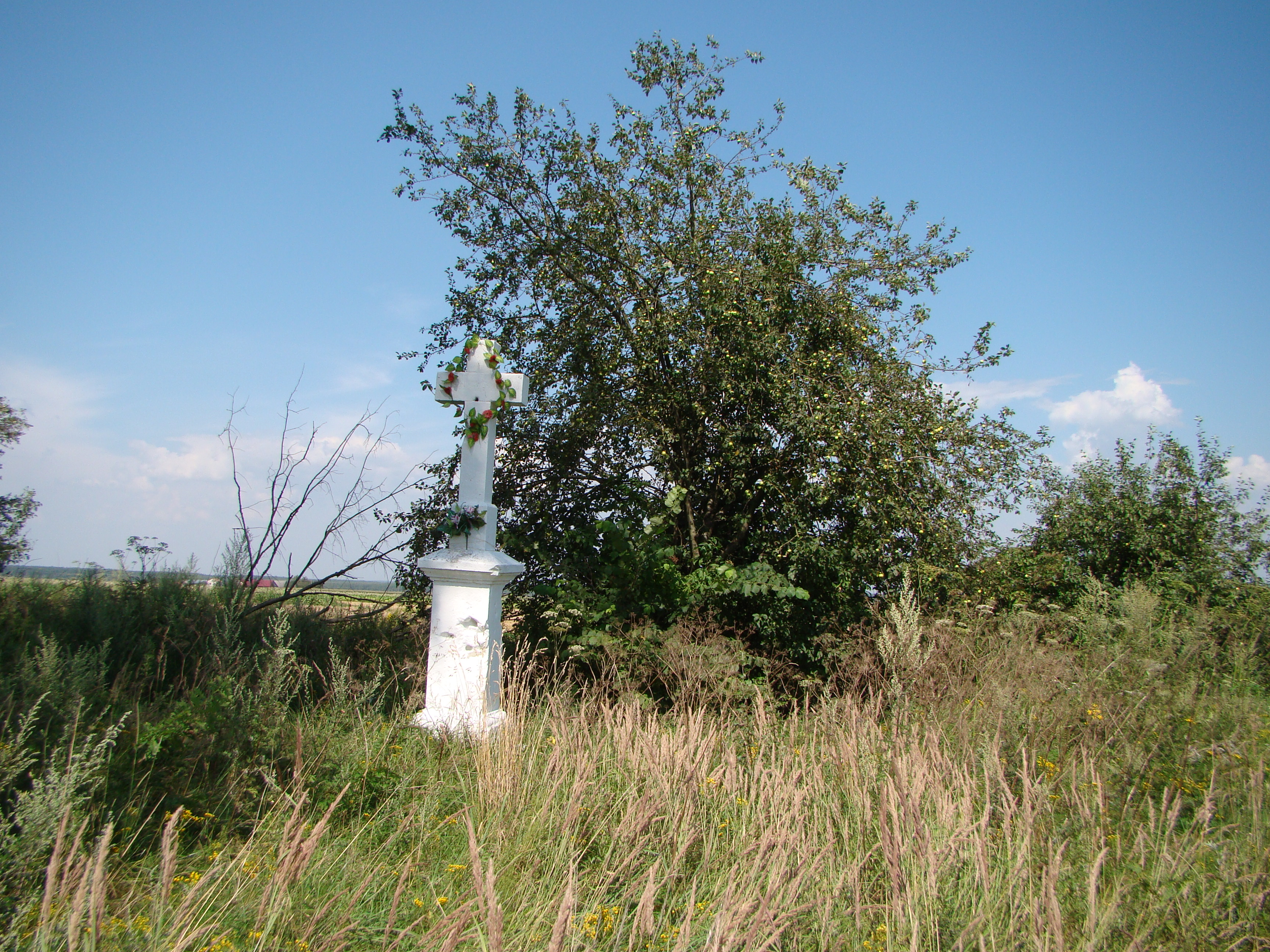
Croix dans un chemin